# Farad
 (avril 2021).
Si vous disposez d'ouvrages ou d'articles de référence ou si vous connaissez des sites web de qualité traitant du thème abordé ici, merci de compléter l'article en donnant les références utiles à sa vérifiabilité et en les liant à la section « Notes et références ».
Le farad (symbole : F), tiré du nom du physicien Michael Faraday, est l'unité dérivée de capacité électrique du Système international (SI).
Un farad est la capacité d'un conducteur électrique isolé pour laquelle une addition de 6,241 × 1018 électrons provoque une augmentation de son potentiel de 1 volt (aspect électrostatique). Cette charge électrique composée de 6,241 × 1018 électrons représente en fait une charge électrique de 1 coulomb. Le coulomb est aussi le nombre d'électrons traversant chaque seconde la section d'un conducteur parcouru par un courant de 1 ampère (aspect électrodynamique). Vu autrement, la capacité d'un conducteur est son aptitude à stocker une charge d'un coulomb pour chaque volt supplémentaire de son potentiel.
Il faut considérer tout conducteur comme un « réservoir » à électrons, susceptible d'être plus ou moins rempli à l'aide d'un contact électrique avec un générateur d'électrons ou vidé avec un récepteur d'électrons.
Cette capacité attribuée au conducteur électrique ne dépend que de la forme du conducteur. Par exemple, en considérant la Terre comme une sphère conductrice de 12 800 km de diamètre, on trouve une capacité de ~710 × 10−6 farad (~710 µF).
Le composant électronique appelé « condensateur » utilise cette propriété mais en associant deux conducteurs (ou plus), chacun des conducteurs exerçant son « influence », si possible totale, sur l'autre conducteur. C'est sous cette condition d'influence électrostatique d'un conducteur sur l'autre que l'on fabrique les condensateurs utilisés en électronique.
En unités de base SI :
{\displaystyle \mathrm {F={\dfrac {A\cdot s}{V}}={\dfrac {J}{V^{2}}}={\dfrac {W\cdot s}{V^{2}}}={\dfrac {C}{V}}={\dfrac {C^{2}}{J}}={\dfrac {C^{2}}{N\cdot m}}={\dfrac {s^{2}\cdot C^{2}}{m^{2}\cdot kg}}={\dfrac {s^{4}\cdot A^{2}}{m^{2}\cdot kg}}={\dfrac {s}{\Omega }}={\dfrac {kg\cdot m^{2}}{V^{2}\cdot s^{2}}}} }
A = ampère, V = volt, C = coulomb, J = joule, m = mètre, N = newton, s = seconde, W = watt, kg = kilogramme, Ω = ohm
Cette unité est en pratique très grande. On utilise usuellement ses sous-multiples, microfarad (symbole : µF), nanofarad (symbole : nF) et picofarad (symbole : pF).
Depuis quelques années, on peut trouver sur le marché des composants électroniques : des « super-condensateurs » d'une capacité variant entre un et mille farads. Ces condensateurs ont une tension de service assez faible, de l'ordre de 2,7 volts. La mise en série et parallèle de nombre de ces « super-cap » permet d'obtenir un genre de batterie susceptible de stocker assez d'énergie pour une utilisation dans les transports (récupération de l'énergie de freinage). Cela peut être une alternative aux accumulateurs dans certaines applications.